# Parecnomina forcipata
Parecnomina forcipata är en nattsländeart som beskrevs av Douglas E. Kimmins 1957. Parecnomina forcipata ingår i släktet Parecnomina och familjen trattnattsländor. Inga underarter finns listade i Catalogue of Life.